# Islands håndboldforbund
Islands håndboldforbund (islandsk: Handknattleikssamband Íslands eller HSÍ) er det officielle håndboldforbund i Island. Islands håndboldforbund har siden 1984 været medlem af det internationale håndboldforbund (IHF). De er også medlem af det europæiske håndboldforbund (EHF) siden 1992. De bestyrer Islands håndboldlandshold og Islands kvindehåndboldlandshold
Forbundet blev etableret i den 11. juni 1967.

## Klubhåndbold
The federation organizes the national handball leagues for both men and women club teams and the Icelandic cup for men and women.

## International håndbold
Island var vært for VM i 1995.

### Herrelandsholdet
Herrelandsholdet har i de seneste år jævnligt optrådt i internationale turneringer. Deres bedste resultat var en sølvmedalje ved sommer-OL 2008. Deres bedste resultat under VM var en femteplads i 1997. De har to gange nået til semifinalerne i EM, hvilket i 2010 endte med en bronzemedalje.
Træneren for det islandske herrelandshold er Geir Sveinsson

### Kvindelandsholdetm
Det er først for nylig at det islandske kvindelandshold er begyndt at spille i internationale turneringer. De har deltaget en gang i VM, hvilket i 2011 endte med en 12. plads. De har deltaget to gange i EM, hvilket endte med en 15.-plads i 2010 og 2012. Holdet har aldrig kvalificeret sig til de olympiske lege.
Træneren for det islandske kvindelandshold er Ágúst Þór Jóhannsson.

## Formænd
- Knut G. Hauksson (?-2013)
- Guðmundur B. Ólafsson (-2013)